# Город зажигает огни
«Го́род зажига́ет огни́» — советский художественный фильм режиссёра Владимира Венгерова по мотивам повести В. Некрасова «В родном городе». Премьера фильма состоялась 21 июля 1958 года.

## Сюжет
Николай Митясов, капитан разведки, возвращается в разрушенный город после тяжёлого ранения и узнаёт, что жена изменила ему. Но Николай нашёл в себе силы пережить горечь утраты, поступил в институт, познакомился с Валей и начал новую жизнь…

## В ролях
- Николай Погодин — Николай Митясов
- Елена Добронравова — Валя
- Олег Борисов — Сергей Ерошин
- Юрий Любимов — Алексей Иванович Бойков
- Лилиана Алёшникова — Шура Митясова
- Алиса Фрейндлих — Зина Пичикова
- Александр Соколов — профессор Никольцев
- Любовь Малиновская — Елена Фёдоровна, секретарь факультета
- Валентин Грудинин — Громобой
- Виктор Перевалов — Вова
- Юрий Мажуга — человек с тапочками

## Съёмочная группа
- Автор сценария: Владимир Венгеров (по мотивам повести Виктора Некрасова «В родном городе»)
- Режиссёр: Владимир Венгеров
- Оператор: Генрих Маранджян
- Художник: Виктор Волин
- Композитор: Олег Каравайчук
- Звукорежиссёр: Евгений Нестеров

## Технические данные
- Чёрно-белый, звуковой
- Премьера: 21 июля 1958 года, Москва (СССР)